# 6598 Modugno
6598 Modugno eller 1988 CL är en asteroid i huvudbältet som upptäcktes den 13 februari 1988 av San Vittore-observatoriet i Bologna. Den är uppkallad efter den italienska sångaren och skådespelaren Domenico Modugno.
Asteroiden har en diameter på ungefär 11 kilometer.